# 1977年香港
|        | 香港歷史 \| 香港歷史年表                                                                                                   |
| 世紀： | 19世紀香港 \| 20世紀香港 \| 21世紀香港                                                                                     |
| 年代： | 1940年代香港 \| 1950年代香港 \| 1960年代香港 \| 1970年代香港 \| 1980年代香港 \| 1990年代香港 \| 2000年代香港               |
| 年份： | 1973年香港 \| 1974年香港 \| 1975年香港 \| 1976年香港 \| 1977年香港 \| 1978年香港 \| 1979年香港 \| 1980年香港 \| 1981年香港 |
| 紀年： | 丁巳年（蛇年）、香港開埠136周年、香港重光32周年                                                                            |

## 政府

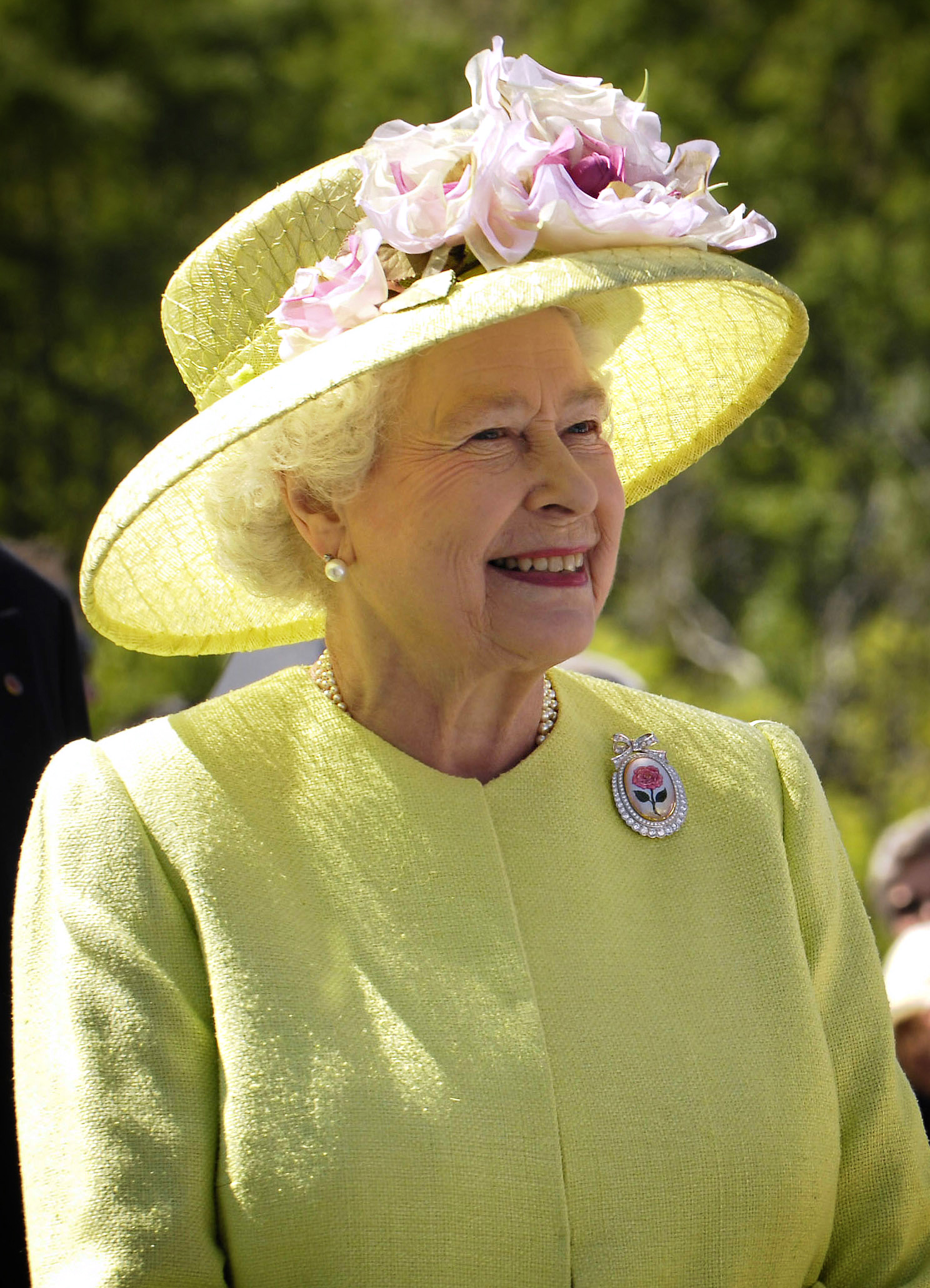
英国君主：伊丽莎白二世
布政司：羅弼時

## 大事記
- 1月8日 香港業餘天文學會舉辦首屆天文大會。
- 1月9日 元朗大棠伯公廟八名劫匪洗劫三百五十名郊遊人士。[1]
- 1月10日 香港海洋公園開幕。
- 1月12日 大膽劫匪持槍打劫新蒲崗法庭， 掠走12000元逃去。
- 1月17日 英女皇批准港督麥理浩任期延長一年
- 1月18日 上水坑頭村縱火雙屍案。
- 1月23日 柴灣興華邨肢解案。
- 1月24日 麥理浩牙科中心奠基
- 2月9日 紙盒藏屍案死囚歐陽炳強獲改判終身監禁。
- 2月11日 玫瑰崗學校發生土製炸彈爆炸案。[2]
- 2月14日 1名消防隊長在尋找訓練地點時意外墜崖殉職。
- 2月25日 一輛由大角咀開往元朗的51號綫單層九巴失控，撞入荃錦公路與林錦公路交界的一間超級市場，並引起三級火，6死22傷。
- 3月1日《1976年香港中文大學條例》正式生效，三間成員書院之教學權力收歸大學中央。
- 3月23日 落成僅六年的觀塘信昌工業大廈突遭封閉，並宣佈為危樓。
- 3月28日 尖沙嘴龍門客棧命案。
- 4月1日 可口可樂公司推出1公升「巨型」可口可樂，當年只售2元。
- 4月16日 英國保守黨領袖戴卓爾夫人訪港
- 4月18日 青衣島蝦艇發生命案，青年遭人以三角銼刺死。
- 4月21日 荔枝角道東興大廈情殺案。
- 5月1日 柴灣邨清晨發生劫殺案。[3]
- 5月2日 深水埗南昌街174號5樓命案。
- 5月3日 全港9000名小學生參加最後一屆小學升中試
- 5月6日 屯門河田村28號C石屋發生兇案 。[4]
- 5月9日 麗的電視主辦《亞洲歌唱比賽》，選出亞軍張國榮，開始了他長達26年樂壇天王之路，直至2003年意外離世為止。
- 5月10日 香港仔隧道正式動工。
- 5月11日 新蒲崗衍慶街富源樓2樓公寓命案。
- 5月14日 
  - 三名悍匪手持手槍利刀械劫皇后大道西一二一號天昌玉器行。[5]
  - 沙田銅鑼灣村建築地盤看更遭劫殺。
- 5月24日 重慶大廈麻布袋藏屍案。
- 6月1日 第一階段制水開始實施。
- 6月10日 何文田金禧中學發生靜坐罷課事件。
- 6月17日 越南難民連日大批來港。
- 6月27日 第一屆香港電影節開幕。
- 6月29日
  - 七日有薪年假法案通過，1978年元旦生效。
  - 一名男子在觀塘翠屏邨拋擲一對小兄弟落樓，2人當場死亡，該男子被控謀殺罪成立[6]。
- 7月5日 
  - 當時懸掛3號風球，一輛行走50線的丹拿F型巴士（D621，車牌號碼AR7556）駛至青山公路十七咪半無街燈之路段時，懷疑閃避迎頭駛至的小巴，失控撞向道路左邊的大樹，造成17人受傷。
  - 實施二級制水，每天供水十小時，上午6時至10時，下午4時至0時
- 7月10日 藍田邨第3座4樓梯間兇殺案。[7]
- 7月12日 荃灣石籬邨第四座六樓五一一室發生傷人禁錮及企圖縱火事件。[8]
- 7月15日 最後一屆升中試放榜，共98,143名小學生參加。
- 7月16日 香港太空館動工興建
- 7月19日 土力工程處成立
- 7月26日 油麻地警署的行政主任被發現在住所對面的西環德輔道西227號康明大廈天台離奇墮樓死亡。
- 8月10日 法國藉婦人於瑪麗醫院誕下五胞胎，包括4女1男，創下香港記錄，惟翌日全部夭折。[9]
- 8月12日 香港話劇團進行首演，劇名「大難不死」[10]。
- 8月13日 一輛行走50線的丹拿F型（D641，車牌號碼AR7576）停靠青山公路十咪半近水灣巴士站時，一輛尾隨的貨車收掣不及撞向巴士車尾，巴士其後失去控制衝向近水灣泳灘斜坡，並向左翻側，造成37名乘客受傷。
- 9月2日 
  - 一輛環子午線航空3751號班機於啟德機場起飛不久即失事墜毀於橫瀾島對開海域，機上四名機員全數遇難。
  - 和記企業有限公司和黃埔船塢有限公司正式合併成為和黃集團
- 10月10日 港府公佈居者有其屋計劃及售樓詳情
- 10月14日 
  - 廉政公署通緝退休警長曾啟榮 (即香港藝人曾志偉父親)
  - 香港藝術中心落成啟用
- 10月19日 香港製衣業訓練中心開幕
- 10月20日 凌晨約1時半，4名青年闖入香港殯儀館307室隨即用利刀指嚇各人，除尼姑外的19名守靈人士均被布條綑綁，逐一搜掠，劫去各人現金15,600港元及價值17,200港元的飾物後逃去[11]，成為繼1947年7月7日李璇殯儀館遇劫後[12]，香港另一宗罕見的殯儀館劫案。
- 10月23日 早上八時許，一輛行走101線的利蘭珍寶（D916，車牌號碼BN1403）在灣仔道與菲林明道交界因閃避同方向扭軚的私家車，失控撞向英京酒家（今大有大廈）的屋柱。巴士上層一名男乘客受傷。
- 10月24日 1名輔警於旺角警署被佩槍所傷。[13]
- 10月28日 香港發生警廉衝突，5名廉署人員被警務人員毆打受傷。
- 11月1日 爭鳴月刊創刊
- 11月2日 九龍國賓酒樓連續兩日擺設價值十萬元的滿漢全席，創出香港有史以來最貴記錄。
- 11月5日 港督宣佈特赦令，不再追究1977年1月以前的貪污案。
- 11月14日 社會保障綠皮書公佈
- 11月28日 新蒲崗五芳街製衣廠大火。[14]
- 11月30日 香港仔避風塘發生三級火，3死1傷。
- 12月2日 北角英皇道435號珠璣大廈六樓一單位女子被殺。
- 12月6日 首屆小學學能測驗試舉行。
- 12月13日 2名青年搶去1名警察警槍並向警員開三槍。[15]
- 12月21日 政府批准馬會星期日舉行賽馬。
- 12月24日 觀塘物華街情殺案兩死。[16]
- 12月29日 當日正午12時許，75歲老婦行經北角炮台山道一間酒樓對開過，被一輛的士撞倒，的士未有停車，而尾隨的41號中華巴士，停站開車時，把倒地的婆婆捲入車底，卡在車軸中一直拖行，直至逾3公里外的雲景道，尾隨司機響號提示，車長停車檢查時，才驚覺車底有一具無頭、無內臟，只餘下血肉模糊四肢的身軀，嚇得立即報警。[17]
- 12月30日 匯豐銀行宣佈發行一千元面額鈔票，為香港最高面額的法定紙幣。
- 香港中樂團成立
- 黃克兢工業學院落成啟用

### 節慶
下列節慶，如無註明，均是香港的公眾假期，同時亦是法定假日（俗稱勞工假期）。有 # 號者，不是公眾假期或法定假日（除非適逢星期日或其它假期），但在商業炒作下，市面上有一定節慶氣氛，傳媒亦對其活動有所報導。詳情可參看香港節日與公眾假期。
- 1月1日（星期六）：元旦
- 2月18日（星期五）：農曆年初一
- 2月19日（星期六）：農曆年初二
- 2月20日（星期日）：農曆年初三
- 2月21日（星期一）：農曆年初四（補2月20日）
- 4月4日（星期一）：兒童節 #
- 4月5日（星期二）：清明節
- 4月8日（星期五）：耶穌受難節（是公眾假期，但不是法定假日）
- 4月9日（星期六）：耶穌受難節翌日（是公眾假期，但不是法定假日）
- 4月11日（星期一）：復活節星期一（是公眾假期，但不是法定假日）
- 4月21日（星期四）：英女皇壽辰（是公眾假期，但不是法定假日）
- 6月21日（星期二）：端午節
- 7月1日（星期五）：7月份第一個周日（是公眾假期，但不是法定假日）
- 8月1日（星期一）：8月份第一個星期一（是公眾假期，但不是法定假日）
- 8月29日（星期一）：8月份最後一個星期一為重光紀念日（是公眾假期，但不是法定假日）
- 9月27日（星期二）：中秋節 #
- 9月28日（星期三）：中秋節翌日
- 10月21日（星期五）：重陽節
- 10月31日（星期一）：萬聖夜 #
- 12月22日（星期四）：冬至（是法定假日，但不是公眾假期，根據法定假日放假的機構，或會聖誕節放假，冬至不放假。部份機構或會提早下班）
- 12月24日（星期六）：平安夜#（不是公眾假期或法定假日，但部份機構或會提早下班或放假一天）
- 12月25日（星期日）：聖誕節
- 12月26日（星期一）：聖誕節後第一個周日（根據法定假日放假的機構，或會冬至放假，聖誕節不放假）
- 12月27日（星期二）：聖誕節後第二個周日（補12月25日）（是公眾假期，但不是法定假日）
- 12月31日（星期六）：公曆除夕# （不是公眾假期或法定假日，但部份機構或會提早下班或放假一天）

## 出生人物
- 1月14日：陳展鵬，香港演員
- 3月13日：謝安琪，香港歌手
- 5月16日：谷祖琳，香港歌手
- 6月13日：林卓廷，香港前任立法會議員
- 9月16日：伍允龍，香港演員
- 9月28日：田蕊妮，香港演員
- 11月19日：陳凱欣，香港政治人物
- 本年：徐英偉，香港前任政府官員，曾為民建聯兼民政局局長

## 逝世人物
- 1月29日：檸檬，香港粵語片電影演員